# John Sulston
John Edward Sulston (Cambridge, 27 de março de 1942 - 9 de março de 2018) foi um biólogo britânico.
Foi agraciado com o Nobel de Fisiologia ou Medicina de 2002.